# 圣亚拿堂 (奥格斯堡)

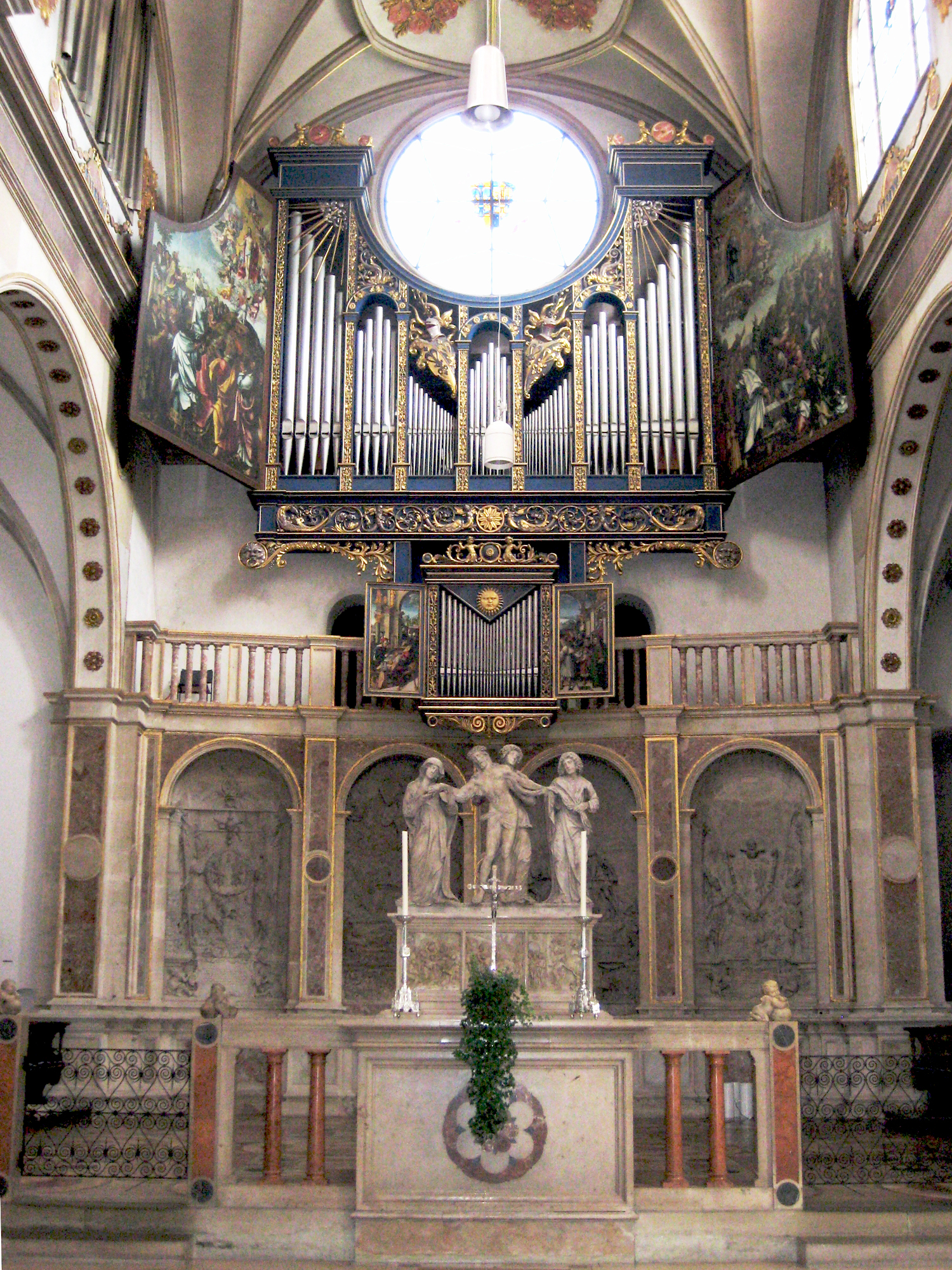
祭坛

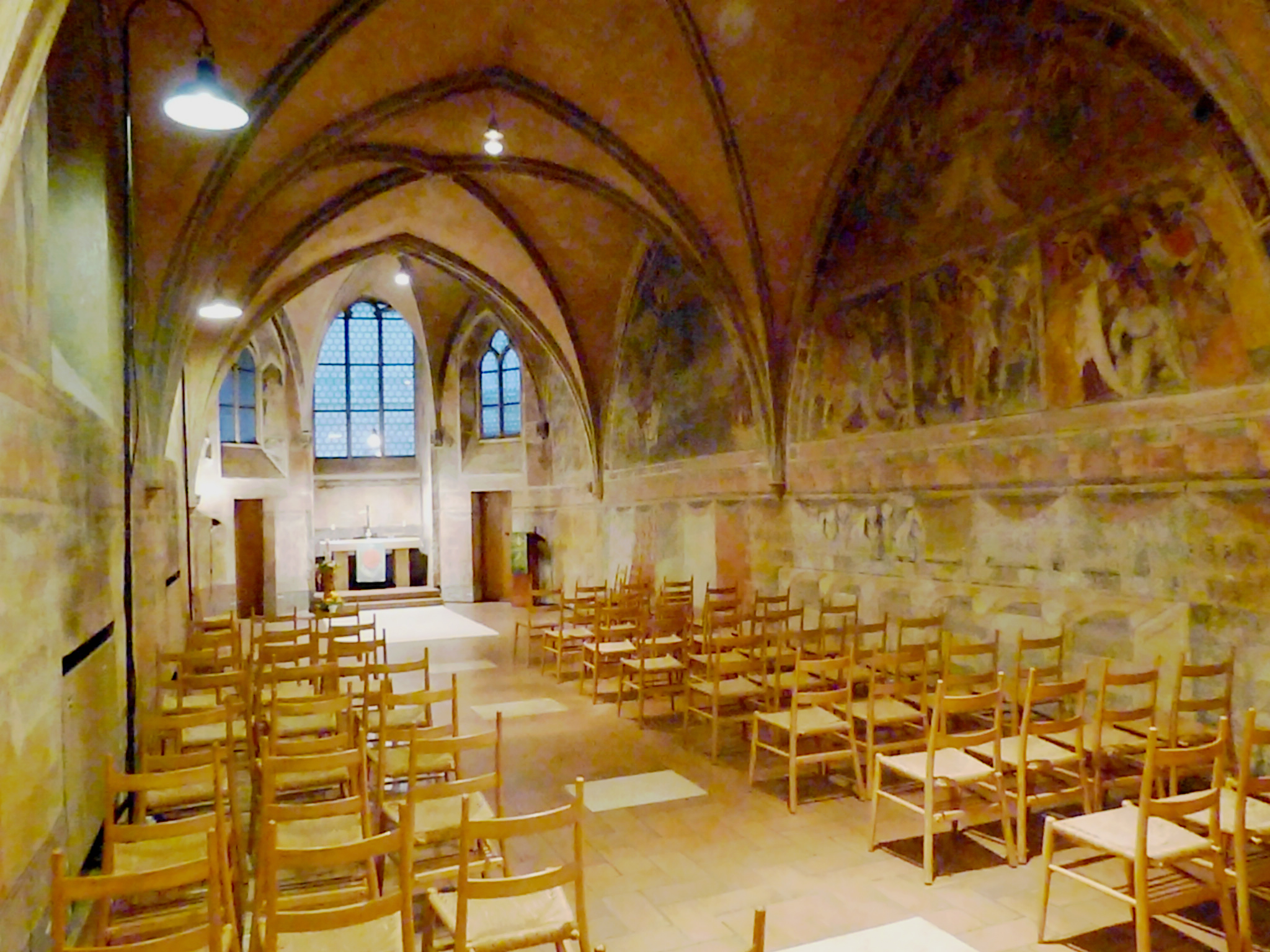
金匠小堂

圣亚拿堂（德語：St. Anna-Kirche）是位于德国奥格斯堡的一座中世纪教堂，最初是建于1321年的修道院的一部分。它以其精致的室内装饰而著称。

## 历史
圣亚拿堂由加尔默罗会修士建于1321年。1518年，马丁·路德在奥格斯堡会见教宗代表托马索·卡耶坦枢机时，在这里与加尔默罗会修士们住在一起，他希望路德向教宗屈服。该堂在1545年改宗路德宗。
1999年10月31日，天主教和路德宗的代表在圣亚拿堂签署了关于称义教义的联合声明。这被认为是普世教會合一運動最重要的事件之一。经过长时间的关闭， Lutherstiege 路德斯蒂格于2012年重新开放。2016/17年完成了全面翻修。

## 建筑
教堂的天花板装饰着巴洛克和洛可可灰泥，壁画由约翰·乔治·伯格米勒创作。金匠小堂（Goldschmiedkapelle）于1420年由康拉德和阿夫拉·希恩捐赠。
富格尔小堂是富格尔家族的墓地小堂，是德国最早的文艺复兴建筑。它于1509年由乌尔利希和雅各布·富格尔捐赠。其特色包括大理石地面、管风琴、 花窗玻璃、唱诗班席、哀悼基督群雕，以及阿尔布雷希特·丢勒风格的纪念浮雕片。
雅各布·富格尔被埋葬在这里。